# Jumundo
Jumundo är en ö i Sydkorea.   Den ligger i provinsen Incheon, i den nordvästra delen av landet, 60 km väster om huvudstaden Seoul. Arean är 6,0 kvadratkilometer.
Terrängen på Jumundo är platt. Öns högsta punkt är 126 meter över havet. Den sträcker sig 3,8 kilometer i nord-sydlig riktning, och 3,9 kilometer i öst-västlig riktning.